# Sverre Anker Ousdal

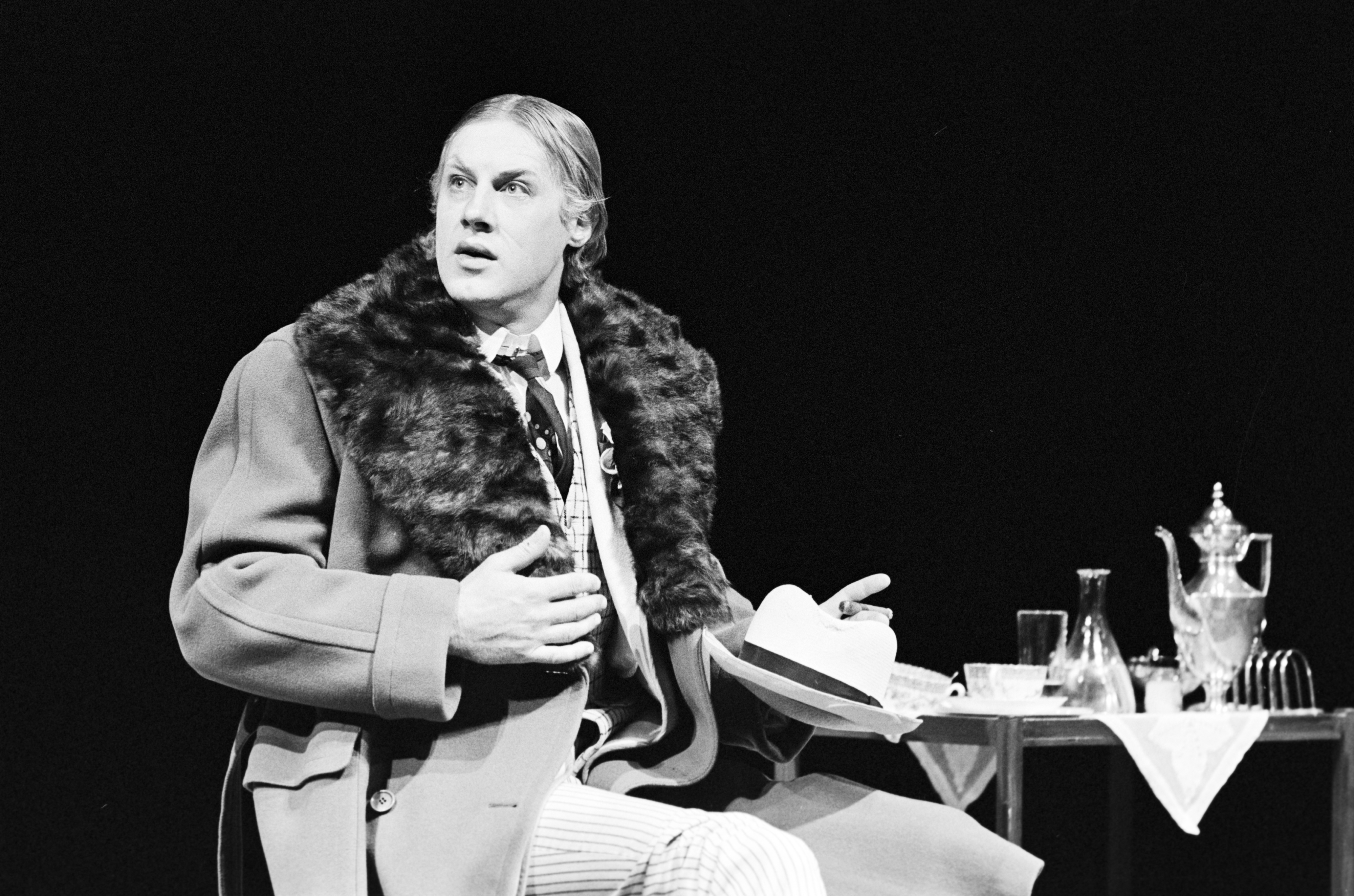
Sverre Anker Ousdal im Stück Was ihr wollt am Nationaltheatret (1976)

Sverre Anker Ousdal (* 18. Juli 1944 in Flekkefjord) ist ein norwegischer Schauspieler. Sein 1970 geborener Sohn Mads Ousdal ist ebenfalls Schauspieler.

## Karriere
Ousdal hatte sein Theaterdebüt 1965 an Den Nationale Scene in Bergen. Von 1967 bis 1970 spielte er am Oslo Nye Teater und ab 1970 gehörte er dem Ensemble des Nationaltheatret an. Ab 1980 sah man ihn in vorwiegend norwegischen Fernsehproduktionen. 1990 und 1998 wurde er dafür in der Kategorie Bester Hauptdarsteller mit dem Filmpreis Amanda ausgezeichnet. Im deutschsprachigen Raum ist er insbesondere bekannt durch seine Rollen in den Fernsehserien Wettlauf zum Pol (1985) und Nonni und Manni (1988) sowie im norwegischen Kinofilm Todesschlaf (1997).
Im Jahr 2008 erkrankte Ousdal an einem bösartigen Tumor, bei dessen operativer Entfernung er einen Teil seines Sehvermögens einbüßte. 2013 beendete Ousdal seine Karriere mit der Titelrolle in König Lear am Nationaltheatret. Für seine Verdienste um das norwegische Theater war er bereits 1997 mit dem Sankt-Olav-Orden in der Komtur „Ritter 1. Klasse“ (norwegisch Ridder av 1. klasse) ausgezeichnet worden.

## Filmografie (Auswahl)

### Kino
- 1969: Olsen-Banden
- 1974: Insel am Ende der Welt
- 1982: Der Flug des Adlers
- 1987: Mio, mein Mio
- 1990: Der Marsch
- 1996: Hamsun
- 1997: Todesschlaf
- 2003: Kitchen Stories
- 2005: Das geheime Leben der Worte

### Fernsehen
- 1985: Wettlauf zum Pol
- 1988: Nonni und Manni
- 1990: Kreditorene
- 1998: Blodsbånd